# Alan Čaplar
Alan Čaplar (Zagreb, 4. siječnja 1979.), hrvatski planinarski publicist, urednik, vodič i instruktor, glavni tajnik Hrvatskog planinarskog saveza. Živi u Zagrebu sa suprugom Anom s kojom ima dvije kćeri.

## Djetinjstvo
Roditelji Roman i Vesna Čaplar su hrvatski znanstvenici (Institut Ruđer Bošković).
Pohađao je Osnovnu školu Frana Galovića u Dugavama u Zagrebu, a zatim Prvu gimnaziju. Maturalni rad napisao je na temu "Prirodne vrijednosti Velebita i njihova zaštita". Tijekom školovanja sudjelovao je na natjecanjima iz matematike, kemije, fizike i novinskog stvaralaštva (Lidrano). Čeitir puta osvojio je prvo mjesto na gradskom natjecanju iz matematike te je sudjelovao na državnim natjecanjima iz matematike i kemije. Tijekom gimnazijskog školovanja pokrenuo je i uređivao zabavni časopis "Novine".

## Planinarstvo
Planinarenjem se bavi od malih nogu, a u planinarskoj udruzi djeluje od 1994. godine. Od 1996. organizira i vodi izlete, godine 1997. imenovan je za tajnika Omladinske sekcije HPD "Zagreb-Matica", a od 1998. do 2002. bio je pročelnik Omladinske sekcije i u tom razdoblju osnažio njezin rad. Bio je voditelj planinarskih škola HPD Zagreb-Matica 2000., 2001. i 2002., pročelnik informatičke komisije te kao dopredsjednik društva 2000. – 2002. jedan od organizatora akcije "Planinarske domove planinarima". Na natječaju za izbor planinarske pjesme povodom 50. obljetnice HPD "Zagreb-Matica" 1998. njegova pjesma "Pozdrav planinama" osvojila je prvu nagradu.
Od 2003. član je HPD-a "Željezničar" iz Zagreba i voditelj planinarske grupe Gojzeki pri OŠ Zapruđe. U HPD-u "Željezničar" član je Upravnog odbora, komisija za promidžbu, za planinarske obilaznice, za vodiče i za školovanje te tehnički urednik časopisa "Speleolog". Zajedno sa suprugom Anom skrbi o natjecanju po planinarskim obilaznicama "Gojzerica".

## Publicistika
Istaknuo se kao planinarski pisac i urednik. Od 1994. objavljuje u časopisu Hrvatski planinar, od 1997. je član Uredničkog odbora, 1998. najaktivniji suradnik sa sedam članaka, a od 2001. glavni i odgovorni urednik. Osim u "Hrvatskom planinaru", objavljuje raznovrsne članke i u časopisima "Meridijani", "Croatia Inflight Magazine", "Radost", "Lički planinar", "Bilogorski planinar", "Bilo", "Ekološki glasnik" i raznim drugim časopisima i javnim glasilima. Za planinarski publicistički rad proglašen je najboljim dužnosnikom Hrvatskog planinarskog saveza u 1998. godini, a više je puta primio godišnja priznanja za najveći doprinos planinarskoj publicistici i u drugim kategorijama (web, najuspješnija akcija i dr.). Kao autor ili koautor do 2018. godine objavio je ukupno 27 planinarskih, turističkih i geografskih knjiga.
Od 1999. do 2006. i od 2009. do 2019. djeluje kao pročelnik Komisije za promidžbu i izdavačku djelatnost Hrvatskog planinarskog saveza. U tom svojstvu napisao je i uredio desetke planinarskih izdanja. Godine 1997. napisao je priručnik "Osnove planinarstva" koji se koristio kao službeni priručnik za planinarske škole u Hrvatskoj. Autor je više planinarskih vodiča i priručnika, među kojima su najopsežnije i najpopularnije knjige "Planinarski vodič po Hrvatskoj" i "Planinarski udžbenik". S dr. Željkom Poljakom priredio je knjige "Antologija Hrvatskog planinara" i "Hrvatsko planinarstvo u 1000 slika". Osim u Hrvatskoj, neke njegove knjige objavljene su i u drugim zemljama - u Italiji, BiH i na Kosovu. Izradio je, uredio i 1999. postavio prvi web HPS-a. U svojstvu urednika web-stranica HPS-a priprema i objavljuje vijesti od interesa za planinarsku javnost te vodi brigu o desetak planinarskih baza podataka čiji se podaci prenose na webu HPS-a. Vodio je projekt digitalizacije Hrvatskog planinara u kojemu je digitalizirano stotinu godišta toga časopisa. Bavi se planinarskom fotografijom i drži raznovrsna putopisna i stručna planinarska predavanja. Bavi se također i planinarskom kartografijom. Surađivao je u pripremi dnevnika dvadesetak planinarskih obilaznica, među kojima su HPO, HPK, Najviši vrhovi hrvatskih županija, Slavonski planinarski put, Samoborska obilaznica, Vila Velebita, Planinarski put Medvednicom i drugi.

## Djelovanje u Hrvatskom planinarskom savezu
Od 2003. do 2006. bio je član Izvršnog odbora HPS-a. Aktivan je u Vodičkoj službi HPS-a kao pročelnik Stanice planinarskih vodiča Zagreb 2014. – 2018. i vodič instruktor na planinarskim školama i tečajevima za planinarske vodiče. Vodio je edukacije za vodiče na Kosovu (2011.) i Makedoniji (2018.). U Komisiji za vodiče HPS-a tijekom 2018. obnašao je dužnost zamjenika pročelnice Vodičke službe HPS-a i pročelnika potkomisje za školovanje vodiča. U tom svojstvu izradio je standardizirane prezentacije za sve nastavne teme i metodički priručnik za školovanje vodiča. Angažirao se u razradi vodičkih standarda u HPS-u i stjecanju UIAA akreditacije za programe školovanja vodiča. Od 2019. obnaša dužnost glavnog tajnika Hrvatskog planinarskog saveza.

## Projekti
Suradnik je UNDP-a na projektu Via Dinarica te je osnivač i predsjednik Udruge Via Dinarica Croatia koja se bavi razvojem planinskog turizma. Autor je izložbe „Via Dinarica“ predstavljene u Europskom parlamentu u Bruxellesu u lipnju 2017. godine. Predstavljao je potencijale hrvatskog planinskog turizma na stručnim skupovima u Hrvatskoj, Bosni i Hercegovini, Crnoj Gori i Sloveniji. Voditelj je razvojnog projekta „Via Dinarica – pustolovni koridor za održivi razvoj“ 2017./2018.
S dr. Elvirom Kazazovićem s Fakulteta sporta i tjelesnog odgoja Univerziteta u Sarajevu napisao je dva sveučilišna udžbenika o planinarstvu ("Planinarstvo" 2011. i "Planine i planinarstvo“ 2017.). U svojstvu lektora sudjelovao je u pripremi opsežnog udžbenika "Speleologija“ (2017.). S tematskim izlaganjem „Petar Zoranić i planinarstvo“ te otkrićem podatka o tome kako je jedini sačuvani primjerak romana "Planine“ 1854. iz Dalmacije stigao u Zagreb sudjelovao je na međunarodnom znanstvenom skupu o Petru Zoraniću u Zadru i Ninu 2018. Angažiran je u radu s djecom i mladima kao voditelj planinarske grupe Gojzeki, suradnik na Maloj planinarskoj školi HPS-a na Velebitu, kao inicijator formiranja Radne skupine za djecu i mlade u Komisiji za školovanje HPS-a te inicijator dvaju seminara HPS-a za voditelje planinarskih skupina djece i mladih (Omanovac 2015. i Platak 2017.).

## Knjige
- Planine i planinarstvo (s dr. Elvirom Kazazovićem, Univerzitet u Sarajevu, BiH, 2017.)
- Čarobna Hrvatska (s I. Buj, J. Jukićem i D. Žagarom, Mozaik knjiga, 2017.)
- Neotkrivena Hrvatska (s I. Buj, H. Kekezom i D. Žagarom, Mozaik knjiga, 2015.)
- Hej-lop Gojzeki (HPD Željezničar, 2015.)
- Hrvatsko planinarstvo u 1000 slika (s dr. Željkom Poljakom, HPS, 2014.)
- Tajanstvena Hrvatska (s više koautora, Mozaik knjiga, 2014.)
- Velebit, planinarski vodič (Mozaik knjiga, 2014.)
- Gorski kotar, planinarski vodič (Mozaik knjiga, 2014.)
- Panonske planine, planinarski vodič (Mozaik knjiga, 2014.)
- Jadranske planine, planinarski vodič (Mozaik knjiga, 2014.)
- Blaga Hrvatske (s više koautora, Mozaik knjiga, 2013.)
- Planinarski udžbenik (HPS, 2012.)
- Tajanstvena Hrvatska (s troje koautora, Mozaik knjiga, 2012.)
- Planinarski vodič po Hrvatskoj (Mozaik knjiga, 2011.)
- Bazat e bjeshaktarisë (FBAK, Đakovica, Kosovo, 2011.)
- Planinarstvo (s dr. Elvirom Kazazovićem, Univerzitet u Sarajevu, BiH, 2011.)
- Escursionismo in Croazia (Odos 2, Udine, Italija, 2011.)
- Hrvatska planinarska obilaznica (HPS, 2011.)
- Hrvatsko planinarsko društvo »Željezničar« Zagreb 1950. – 2010. (sa suradnicima, 2011.)
- Planinarski vodič po Hrvatskoj (Meridijani i HPS, dva izdanja, 2008.)
- Antologija »Hrvatskog planinara« 1898 - 2008 (s prof. dr. Željkom Poljakom, HPS, 2008.)
- Samoborsko i Žumberačko gorje (HPS, 2004.)
- Panonska Hrvatska (V.B.Z. i HPS, 2001.)
- Dinarska Hrvatska (V.B.Z. i HPS, 2001.)
- Velebitski planinarski put (HPS, 2001.)
- Medvednica (s dr. Željkom Poljakom, HPS, 2000.)
- Osnove planinarstva (HPS, sedam izdanja, 1997.)